# Еллен Грін
Елен Грін (англ. Ellen Greene; нар. 22 лютого 1951) — американська співачка та актриса, найбільш відома численними виступами в кабаре, музичних постановках та фільмах. Серед акторських робот — Одрі у «Маленька крамничка жахів» (1986) та Вівіан Чарльз у телесеріалі ABC «Живий за викликом» (2007—2009).

## Раннє життя
Народилася 22 лютого 1951 року в Брукліні, Нью-Йорк, в єврейській родині стоматолога і консультантки.
Навчалася в середній школі Вестбері (Нью-Йорк), літо проводила в дитячих таборах, де почала виступати в театральних постановка.

## Нагороди і номінації
- 1987 — American Comedy Awards (номінація), найкумедніша кіноакторка в головній ролі («Крамничці жахів»).
- 1990 — CableACE Awards (номінація), найкраща акторка («Слава! Слава!»).

## Основна фільмографія
| Роки      | Назва                              | Оригінальна                         | Фільм / ТВ               | Роль                |
| --------- | ---------------------------------- | ----------------------------------- | ------------------------ | ------------------- |
| 2019      |                                    | The Untold Story                    |                          | Лідія               |
| 2017      | Рапунцель: Серіал                  | Tangled: The Series                 | серіал (1 епізод, голос) | Рапунцель: Серіал   |
| 2017      |                                    | Love's Last Resort                  |                          | міс Лі              |
| 2016      |                                    | Muddy Corman                        |                          | Дон Денфорд         |
| 2013      | І мертві підуть: Вебепізоди        | The Walking Dead: Webisodes         | серіал (2 епізоди)       | Доктор Ґейл Маконес |
| 2013      | Ганнібал                           | Hannibal                            | серіал (1 епізод)        | місіс Комеда        |
| 2012      |                                    | Bunheads                            | серіал (2 епізоди)       | Wiccan Friend       |
| 2012      |                                    | Pound Puppies                       | серіал (1 епізод, голос) | Гертруда Вошберн    |
| 2011      |                                    | The Young and the Restless          | серіал (11 епізодів)     | Прімроуз Девіль     |
| 2007-2009 | Живий за викликом                  | Pushing Daisies                     | серіал (22 епізоди)      | Вів'єн Чарльз       |
| 2007-2009 | Герої                              | Heroes                              | серіал (3 епізоди)       | Вірджинія Грей      |
| 2007-2008 |                                    | Out of Jimmy's Head                 | серіал (14 епізодів)     | Доллі Гофер         |
| 2003      | Невдаха                            | The Cooler                          | фільм                    | Доріс               |
| 2002      | Цілком таємно                      | The X-Files                         | серіал (1 епізод)        | Вікі Луїза Бердік   |
| 2000      |                                    | Suddenly Susan                      | серіал (1 епізод)        | Гарріет Грем        |
| 1995      |                                    | Cybill                              | серіал (2 епізоди)       | Шерон               |
| 1995      | Закон і порядок                    | Law & Order                         | серіал (1 епізод)        | Карен Гейнс         |
| 1994      | Леон                               | Léon                                | фільм                    | Мати Матильди       |
| 1994      |                                    | The Adventures of Pete & Pete       | серіал (1 епізод)        | Абілін Джонс        |
| 1994      | Голий пістолет 33⅓: Остання образа | The Naked Gun 33⅓: The Final Insult | фільм                    | Луїза               |
| 1991      | Нові пригоди песика та його друзів | Rock-a-Doodle                       | мультфільм               | Голді (голос)       |
| 1990      | Врубай на повну котушку            | Pump Up the Volume                  | фільм                    | Джен Емерсон        |
| 1989      |                                    | Glory! Glory!                       | телефільм                | Рут                 |
| 1988      |                                    | Talk Radio                          | фільм                    | Еллен               |
| 1986      | Маленька крамничка жахів           | Little Shop of Horrors              | фільм                    | Одрі                |
| 1985      | Поліція Маямі                      | Miami Vice                          | серіал (1 епізод)        | Дарлін              |
| 1985      | Вулиця Сезам                       | Sesame Street                       | серіал (1 епізод)        |                     |
| 1984      |                                    | The Magic of Herself the Elf        | телефільм (спецвипуск)   | Creeping Ivy        |
| 1982      |                                    | I'm Dancing as Fast as I Can        | фільм                    | Карен Малліган      |